# Ferrari P
Ferrari P (Prototipe / Prototipo) — успешная и относительно большая серия среднемоторных прототипов с двенадцатицилиндровыми двигателями итальянской фирмы Ferrari, выпускавшихся в 1960-е годы. Автомобили известны множеством побед в разных гонках на выносливость, в том числе в таких культовых соревнованиях, как 1000 км Нюрбургринга и 12 часов Себринга. Но особенно стоит отметить весь подиум занятый моделями в гонке 24 часа Ле-Мана 1964 года и первые три места модели 330 P4 в соревновании 24 часа Дейтоны 1967 года.
Примерно в это же время было сделано ещё две серии прототипов: Dino 166 P и Ferrari 312 P (PB), но это были другие автомобили с двигателями другой конструкции.

## 250 P/275 P/330 P
Модель 250 P, первый прототип Ferrari с двенадцатицилиндровым двигателем, размещённым за спинкой сиденья, была представлена прессе 4 марта 1963 года на гоночном треке Монца. В ателье Pininfarina создали очень красивый кузов, оригинальной деталью которого было замкнутое в виде арки антикрыло, расположенное прямо за кокпитом. Модели не потребовалось много времени для утверждения на гоночных трассах, победы в Себринге, Ле-Мане и на Нюрбургринге, ясно показали возможности этого автомобиля.
Модель имела расположенный сзади продольно  V-образный двенадцатицилиндровый двигатель рабочим объёмом 3 литра (объём одного цилиндра был равен примерно 250 см³, отсюда и название модели) мощностью 310 л.с. Мотор имел по одному верхнему распредвалу в каждой головке (SOHC), по два клапана и одной свече на цилиндр, напряжение на которые подавалось от двух катушек зажигания. Питался двигатель от шести карбюраторов Weber и имел систему смазки с сухим картером. От двигателя через многодисковое сцепление вращение передавалось на механическую пятиступенчатую коробку передач.
К раме из стальных труб крепились независимые пружинные передняя и задняя подвески на двойных поперечных рычагах. Спереди и сзади использовались гидравлические телескопические амортизаторы и были установлены стабилизаторы поперечной устойчивости. Использовалось реечное рулевое управление, тормоза всех колёс были дисковыми.
В 1964 году к серии была добавлена ещё одна модель — 275 P с двигателем рабочим объёмом 3,3 литра (объём одного цилиндра составлял примерно 275 см³, что отражено в названии) мощностью 320 л.с. Возросший объём двигателя улучшил скоростные показатели автомобиля в гонках на выносливость. Этот опыт фирма использовала в своих дорожных моделях, которые вскоре получили двигатель такого же рабочего объёма.
Четырёхлитровый двигатель (рабочий объём одного цилиндра был равен 330 см³, отсюда название модели) мощностью 370 л.с. был установлен на следующий прототип 1964 года, модель 330 P. Автомобиль был развитием технических достижений, успешно опробованных на предыдущих моделях. Мощность его двигателя возрастала от версии к версии, он прошёл испытание на надёжность, принося победы и призовые места для таких не заводских команд, как NART и Maranello Concessionaires, тесно сотрудничающих с Ferrari. В конце 1964 года на нём были выиграны два соревнования: гонки 1000 километров Парижа на Monthléry и Trofeo Bettoia в Монце с Лудовико Скарфиотти за рулём.

## 275 P2/330 P2/365 P
В 1965 году была представлена обновлённая модель 275 P2 и очень похожая на неё, только с двигателем большего объёма, модель 330 P2.
Новый двигатель теперь имел по два верхних распредвала в каждой головке (DOHC), но количество клапанов осталось прежним, по два на цилиндр. Мотор модели 275 P2 при рабочем объёме 3,3 литра (объём одного цилиндра примерно равнялся 275 см³, отсюда и название модели) развивал мощность 350 л.с.
Кузов автомобиля был усилен с помощью дополнительных алюминиевых панелей, закреплённых снаружи пространственной рамы, а новые независимые передняя и задняя подвески прототипа были заимствованные из разработок Ferrari для Формулы-1.
Благодаря Парксу и Гише дебют автомобиля 275 P2 на автодроме Монца оказался очень успешным, он легко обошёл соперников на более мощных автомобилях. Эта авангардная модель использовалась только заводскими гонщиками и участвовала в некоторых очень интересных сражениях с конкурентами.
Для борьбы с американскими спортивными автомобилями, оснащёнными 7-литровыми моторами, Ferrari представил модель 330 P2 с четырёхлитровым двигателем (объём одного цилиндра примерно равнялся 330 см³, отсюда и название модели) мощностью 410 л.с. После довольно неоднородного сезона, автомобиль был заменён следующей моделью 330 P3
Двигатель модели 365 P 1965 года выходил за рамки четырёхлитрового ограничения, установленного для участия в официальных соревнованиях, этот автомобиль был создан для частных команд. Большой рабочий объём компенсировал снижение мощности, вызванное упрощением конструкции. Двигатель имел по одному распредвалу в каждой головке, шасси же в целом было подобно другим моделям серии P2. Не следует недооценивать предпринятые упрощения, они очень помогли частным командам, обслуживащим автомобили вне пределов заводских мастерских.

## 330 P3/412 P/330 P4
Появившийся в 1966 году автомобиль 330 P3, в первую очередь, привлёк всеобщее внимание необычайной красотой своих форм. Плавные кривые, от носа до кормы, с вкраплениями воздухозаборников, были созданы дизайнерской фирмой Пьера Дрого (Piero Drogo). Автомобиль имел новое шасси состоящее из трубчатой рамы, заключённой в кокон из стеклопластика.  Двигатель и коробка передач были неотъемлемой частью этой структуры, увеличивая её жёсткость. По сравнению с агрегатом, использованным на модели 330 P2, новый мотор был легче на 30 килограммов, благодаря переделанным головкам цилиндров. Применение новой системы впрыска топлива производства Lucas, вместо обычно используемых карбюраторов Weber, позволило увеличить его мощность до 420 л.с. Наиболее громкие победы на автомобиле, ведомом Скарфиотти и Парксом, были достигнуты в Спа и в 1000 километровой гонке в Монце с экипажем в составе Сёртиса и Паркса.
Промежуточный, между версиями 330 P3 и 330 P4, автомобиль 412 P (цифра 4 в новом обозначении условно показывала рабочий объём двигателя, 12 — число цилиндров) 1967 года иногда называли моделью 330 P3/P4. По сути это был тот же автомобиль 330 P3, но с новым кузовом и ходовой частью, которые в следующем году установили на модель 330 P4. Двигатель, также был от модели предыдущего года, но с карбюраторами вместо системы впрыска. Автомобиль успешно использовался в соревнованиях частными командами, такими как NART, Scuderia Filipinetti, Ecurie Francorchamps и Maranello Concessionaires.
Внешне автомобиль 330 P4 1967 года был очень похож на своего предшественника модель 330 P3. Но он был оснащен двигателем, радикально переделанным Франко Рокки (Franco Rocchi). Теперь у мотора было по три клапана на цилиндр: два впускных и один выпускной. Питание двигателя осуществлялось с помощью системы впрыска топлива фирмы Lucas. Автомобиль был немного длиннее модели 330 P3 и имел новую подвеску, существенно повысившую устойчивость движения. Модель 330 P4 первенствовала во множестве соревнований и заняла своё место в анналах истории автоспорта, выиграв весь подиум в гонке 24 часа Дейтоны 1967 года.

## Хронология
| Модели и годы их выступления в соревнованиях                                                | Модели и годы их выступления в соревнованиях | Модели и годы их выступления в соревнованиях | Модели и годы их выступления в соревнованиях | Модели и годы их выступления в соревнованиях | Модели и годы их выступления в соревнованиях | Модели и годы их выступления в соревнованиях | Модели и годы их выступления в соревнованиях |
| № шасси                                                                                     | 1963                                         | 1964                                         | 1965                                         | 1966                                         | 1967                                         | 1968                                         | 1969                                         |
| ------------------------------------------------------------------------------------------- | -------------------------------------------- | -------------------------------------------- | -------------------------------------------- | -------------------------------------------- | -------------------------------------------- | -------------------------------------------- | -------------------------------------------- |
| 0810                                                                                        | 250 P                                        | 330 P                                        | 330 P                                        | 330 P                                        |                                              |                                              |                                              |
| 0812                                                                                        | 250 P                                        | 275 P                                        | 275 P                                        |                                              |                                              |                                              |                                              |
| 0814                                                                                        | 250 P→330 P→275 P                            |                                              |                                              |                                              |                                              |                                              |                                              |
| 0816                                                                                        | 250 P                                        | 275 P                                        | 275 P                                        | 275 P                                        | 275 P                                        | 275 P                                        |                                              |
| 0818                                                                                        |                                              | 275 P→330 P                                  | 330 P                                        | 330 P                                        |                                              |                                              |                                              |
| 0820                                                                                        |                                              | 275 P→330 P                                  | 330 P                                        |                                              |                                              |                                              |                                              |
| 0822                                                                                        |                                              | 275 P→330 P                                  | 330 P                                        |                                              |                                              |                                              |                                              |
| 0824                                                                                        |                                              | 330 P                                        | 365 P                                        |                                              |                                              |                                              |                                              |
| 0826                                                                                        |                                              |                                              | 330 P2→275 P2→365 P                          | 365 P                                        |                                              |                                              |                                              |
| 0828                                                                                        |                                              |                                              | 275 P2→330 P3                                | 365 P                                        |                                              |                                              |                                              |
| 0832                                                                                        |                                              |                                              | 275 P2                                       | 365 P                                        |                                              |                                              |                                              |
| 0836                                                                                        |                                              |                                              | 275 P2→330 P2→365 P                          | 365 P                                        |                                              |                                              |                                              |
| 0838                                                                                        |                                              |                                              | 365 P                                        | 365 P                                        |                                              |                                              |                                              |
| 0844                                                                                        |                                              |                                              |                                              | 330 P3                                       | 412 P                                        |                                              |                                              |
| 0846                                                                                        |                                              |                                              |                                              | 330 P3                                       | 412 P                                        |                                              |                                              |
| 0848                                                                                        |                                              |                                              |                                              | 330 P3                                       | 412 P                                        |                                              |                                              |
| 0850                                                                                        |                                              |                                              |                                              |                                              | 412 P                                        |                                              |                                              |
| 0854                                                                                        |                                              |                                              |                                              |                                              | 412 P                                        | 412 P                                        | 412 P                                        |
| 0856                                                                                        |                                              |                                              |                                              |                                              | 330 P4                                       |                                              |                                              |
| 0858                                                                                        |                                              |                                              |                                              |                                              | 330 P4                                       | 330 P4                                       | 330 P4                                       |
| 0860                                                                                        |                                              |                                              |                                              |                                              | 330 P4                                       | 330 P4                                       |                                              |
| Источники: Ferrari Racing Sports Cars, Ferrari Overview by Production Year and Type 1965-71 |                                              |                                              |                                              |                                              |                                              |                                              |                                              |

## Комментарии
1. 1 2 3 4 5 6 7 8 9  Сухая масса автомобиля без технических жидкостей (охлаждающая и тормозная жидкости, моторное  и трансмиссионное масла и т.п.), немного меньше снаряженной массы.